# Hockey sur glace en Suède
Cet article traite du hockey sur glace en Suède.

## Fédération
Le hockey sur glace est géré en Suède par la Fédération de Suède de hockey sur glace (Svenska Ishockeyförbundet). Il s'agit de l'une des plus anciennes fédérations au monde de hockey sur glace.

## Popularité
Le hockey sur glace est avec le football, l'un des sports les plus populaires de Suède.

## Compétitions

### Hommes
Le Championnat de Suède de hockey sur glace (Svenska Hockeyligan), créé en 1921, est classé 4° championnat européen par la fédération international.

### Femmes
Le Championnat de Suède de hockey sur glace féminin est la principale compétition.

### Juniors
Le J20 Superelit (Championnat de Suède de hockey sur glace junior) est le meilleur niveau de hockey sur glace junior en Suède. Les équipes professionnelles envoient leur équipe des moins de 20 ans dans cette ligue.

## Sélections nationales
L'Équipe de Suède de hockey sur glace masculine occupe la 2e place au classement IIHF. Elle a participé à tous les jeux olympiques et remporte deux fois la médaille d'or en 1994 et 2006.
L'équipe de Suède de hockey sur glace féminin occupe la 6e place au classement IIHF. Elle a participé à tous les jeux olympiques et remporte la médaille d'argent en 2006.

## Palmarès international

### Séniors masculins

#### Jeux Olympiques
- Médaille d'or en 1994 et 2006.
- Médaille d'argent en 1928, 1964 et 2014[2].
- Médaille de bronze en 1952, 1980, 1984 et 1988.

#### Championnats du monde
- Médaille d'or en 1953, 1957, 1962, 1987, 1991, 1992, 1998, 2006, 2013, 2017 et 2018.
- Médaille d'argent en 1947, 1951, 1963, 1967, 1969, 1970, 1973, 1977, 1981, 1986, 1990, 1993, 1995, 1997, 2003, 2004, 2011.
- Médaille de bronze en 1954, 1958, 1965, 1971, 1972, 1974, 1975, 1976, 1979, 1994, 1999, 2001, 2002, 2009, 2010, 2014.

#### Coupe Karjala
- Médaille d'or en 1997 et 2014.
- Médaille d'argent en 2000, 2004, 2005 et 2007.
- Médaille de bronze en 2001, 2002, 2006, 2008, 2009, 2010 et 2013.

#### Oddset Hockey Games
- Médaille d'or en 1993, 1995, 1996, 1998, 2001, 2002, 2004, 2005, 2007, 2009, 2011 et 2012.
- Médaille d'argent en 1991, 1994, 1997, 1999, 2003 et 2014.
- Médaille de bronze en 2006 et 2008.

### Séniors féminins

#### Jeux Olympiques
- Médaille d'argent en 2006
- Médaille de bronze en 2002.

#### Championnats du monde
- Médaille de bronze en 2005 et 2007.

### Clubs

#### Trophée européen
- Médaille d'or en 2012 (Luleå HF).
- Médaille d'argent en 2010 (HV 71), 2012 (Färjestad BK) et 2013 (Färjestad BK).

## Historique
Le hockey sur glace en Suède a une histoire qui remonte au moins au début des années 1920. À cette époque le hockey est gérée par la Fédération suédoise de football (SvFF), qui était un membre fondateur de l'IIHF en 1920. Le département de hockey de l'SvFF a finalement scindé pour devenir l'Association suédoise de hockey sur glace (SIHA) qui est aujourd'hui toujours responsable de l'organisation des compétitions de hockey sur glace en Suède. 